# Artur Bäckström
Johan Arthur Bäckström, född 21 augusti 1861, död 5 december 1941, var en svensk godsägare som testamenterade Julita gård i Södermanland till Nordiska museet.

## Biografi
Bäckström föddes i äktenskapet mellan grosshandlaren och tobaksfabrikören Johan Bäckström (1826–1902) och sångerskan Walfrid (Lily) von Ehrenclou (1840–1901).
Arthur Bäckström flyttade till Julita 1888 och bodde först vid Wäsby villa som tillhörde Julita gård. år 1891 flyttade han in i herrgårdshuset på Julita gård och började arrendera gården 1892 från dåvarande ägarna av Tobaksbolaget Wilhelm Hellgren & Co. Hans far var ensam ägare av tobaksbolaget och vid hans bortgång 1902 ärvde Arthur Bäckström godset med full äganderätt. Han inledde en militär karriär men tog avsked från Södermanlands regemente som löjtnant år 1906. Därför kallades han i allmänhet "Löjtnanten" på godset.
Under Bäckströms tid fick trädgårdsanläggningarna och herrgårdsområdet vid Julita gård sitt nuvarande utseende. Bland annat slutfördes Rosengården 1916, trädgårdsmästarbostaden uppfördes 1923 och växthuset återuppbyggdes 1918 efter en brand året före. Stora husets loggia uppfördes i tre etapper kring 1898–1907, vagns- och stallflyglarna uppfördes 1900 och 1905, norra flygeln och Åttkanten byggdes om 1919–1920 och muren längs med parkens gräns mot den gamla landsvägen uppfördes 1926. Bäckströms största projekt kom dock att bli Julita skans. Han var mycket intresserad av kulturhistoria och lät flytta många gamla byggnader från godsets ägor till parkområdet för att bygga upp sitt privata friluftsmuseum, inspirerat av Skansen i Stockholm. I samarbete med Nordiska museet kompletterades anläggningen 1926–1930 med museibyggnaden Skansenmuseet och därefter med Skansenkyrkan. Hans mor var vän med Skansens och Nordiska museets grundare Artur Hazelius. 

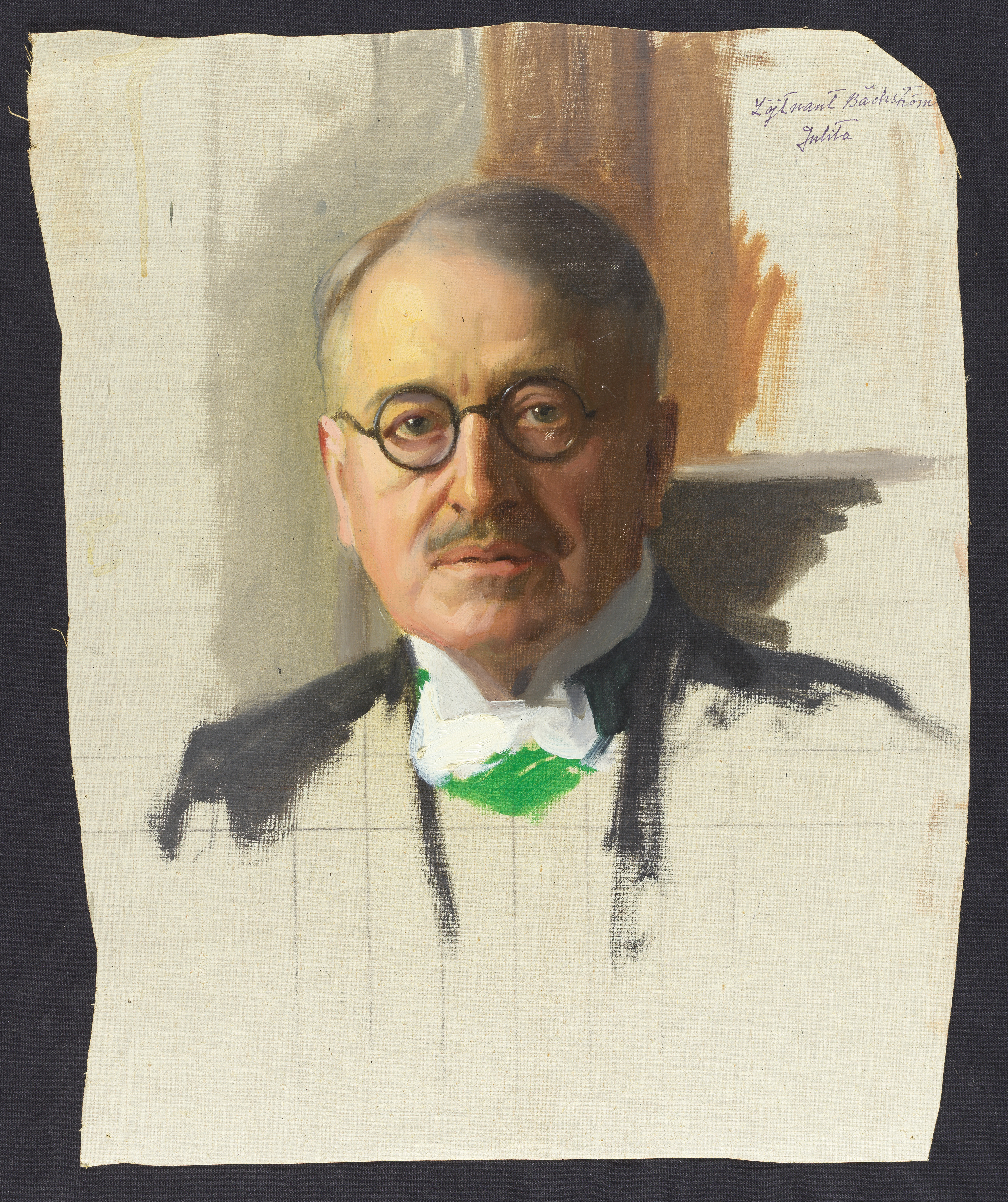
En skiss på Artur Bäckström av Bernhard Österman.

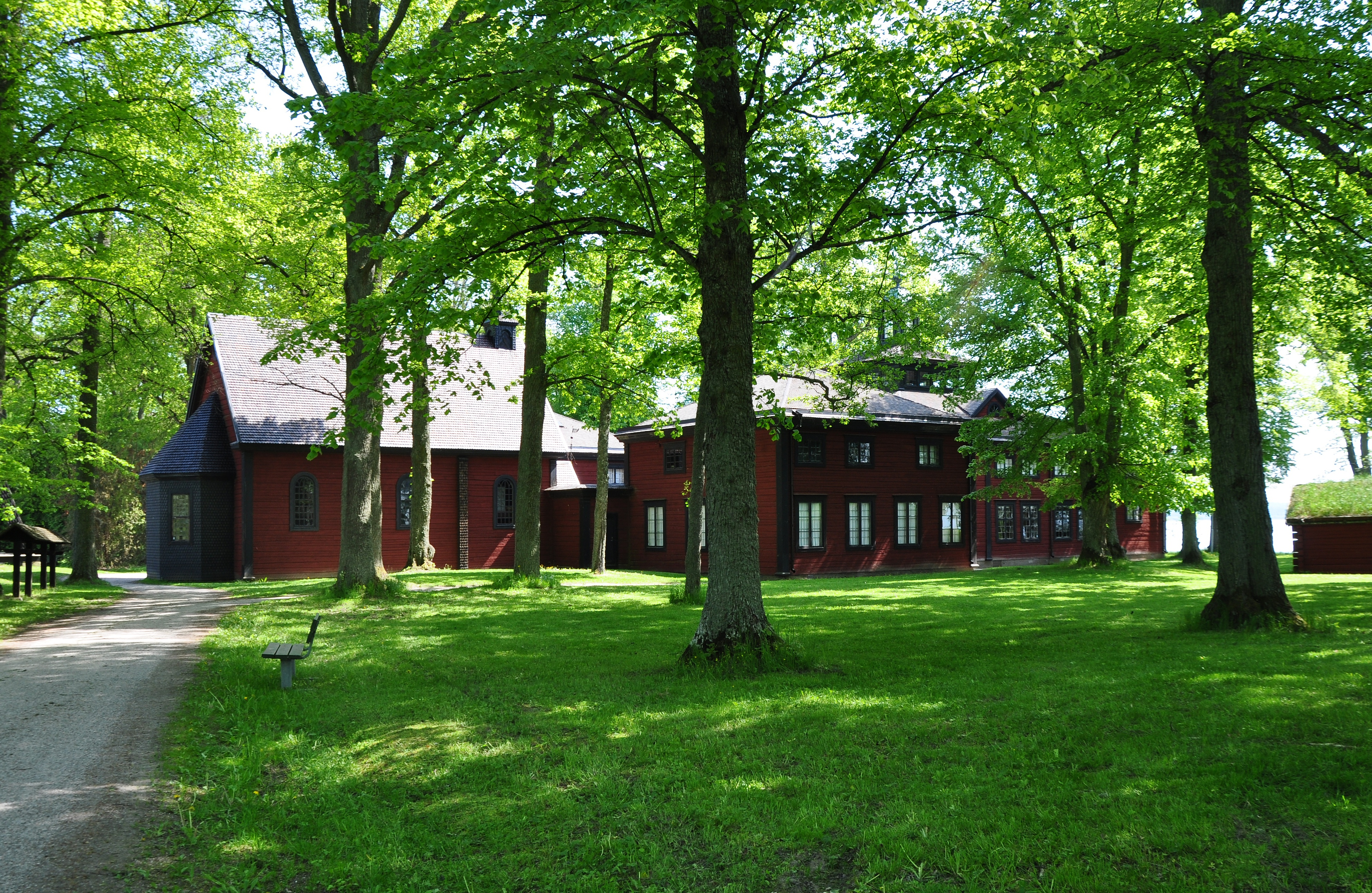
Skansenkyrkan i Julita friluftsmuseum i maj 2012

Bäckström ägde 1902 till 1918 fastigheten Rådjuret 14, Grev Turegatan 68, i Stockholm.
Bäckström testamenterade Julita gård till Nordiska museet för att bevara Julita skans samt åt "kommande slägten gifva en trogen bild, hur en gammal sörmländsk herrgård af betydligare omfång tedde sig under slutet af förra och början af innevarande århundrade". Han är begravd vid Julita skans och sjön Öljarens strand.
Bäckström avporträtteras i den dokumentära familjeberättelsen Famna livet (1991) av Agneta Ulfsäter-Troell och i den på boken baserade TV-serien (1992) med samma namn. Enligt boken och TV-serien skall Arthur Bäckström själv ha hävdat att hans egentlige far var Oscar II, och att familjen Bäckströms köp av Julita gård 1876 skall ha varit finansierat av kungahuset.